# Ecce homo (Ausstellung)

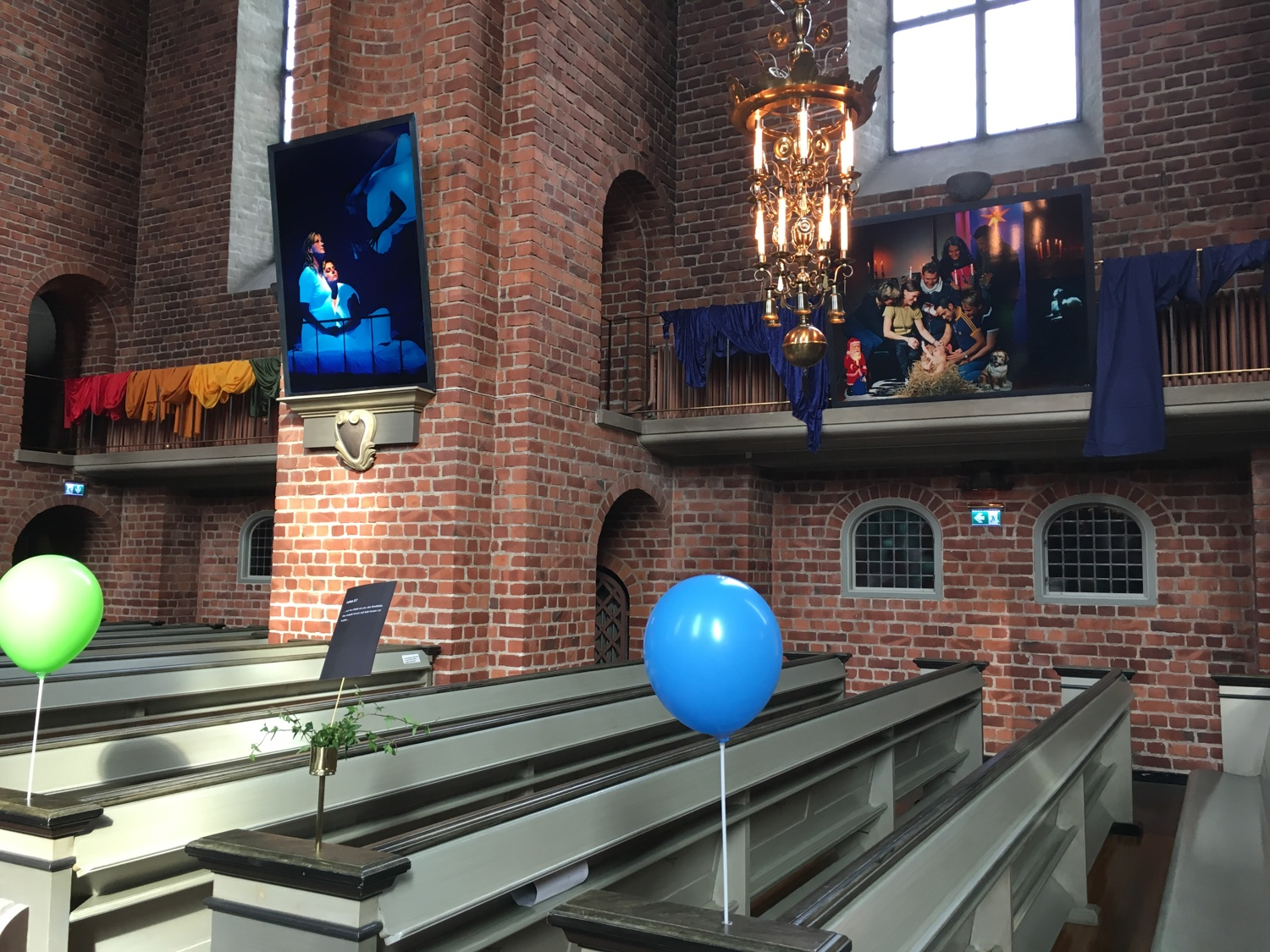
Klosterkirche, Eskilstuna

Ecce Homo ist der Titel einer europaweit kontrovers diskutierten Wanderausstellung, mit der die schwedische Fotografin und Künstlerin Elisabeth Ohlson Wallin (1961–2024) 1998 einer breiten Öffentlichkeit bekannt wurde. Ecce Homo besteht aus zwölf Fotografien, die teils von Künstlern wie Michelangelo und Leonardo da Vinci dargestellte biblische Motive aus dem Neuen Testament interpretiert. Dabei werden zwölf Momente aus dem Leben Jesus mit Menschen aus einem homosexuellen, lesbischen oder queeren Umfeld dargestellt.

## Hintergrund
Als Auslöser für die Fotoserie benannte Elisabeth Ohlson Wallin den Tod mehrerer ihrer Freunde Anfang der neunziger Jahre, die an AIDS gestorben waren und die Haltung der Kirche zu Homosexualität, die die Vorstellung beförderte, AIDS sei eine „Strafe Gottes“. Die Fotografien, in die auch Elisabeth Ohlson Wallins eigenen Erfahrungen als lesbische Frau und ihre langjährige ehrenamtliche Tätigkeit in der schwedischen AIDS/HIV-Organisation „Noaks Ark“ einfließen, sollten die Diskriminierung von LGBT-Personen durch Gruppen, Staat und Kirche verdeutlichen. Mit der Fotoserie wollte sie ihre Überzeugung visualisieren, dass „LGBT-Menschen in die Gnadenbotschaft Jesu einbezogen sind“.
Elisabeth Ohlson Wallin „vermischt die Bilder und Symbolik von Kirchenkunst und queerer Kultur und positioniert Jesus im heutigen Schweden“. Durch die lautliche Assoziation zwischen dem lateinischen homo = „Mensch“, „Mann“ und Homo als Kurzform für Homosexueller (vom griechischen ὅμος homos = „gleich“) wird Ecce homo auch in homosexuellem Kontext als Schlagwort und Titel verwendet. Das biblische Ecce-homo-Motiv selbst ist nicht unter den Bildern vertreten.

## Die Fotografien
| Foto | Vorbild                                                  |
| --- | -------------------------------------------------------- |
| 1. Die Verkündigung: Zu sehen ist ein Engel mit einem Reagenzglas in der Hand, der von oben auf ein auf einem Bett sitzendes weibliches aneinandergeschmiegtes Pärchen herabblickt, beide sind in weiß gekleidet. Die im Vordergrund des Bildes befindliche Darstellerin Laila ist zum Zeitpunkt der Fotoaufnahme durch künstliche Befruchtung im siebten Monat schwanger und wohnt mit Marie zusammen in einem Dorf außerhalb Stockholms. |                                                          |
| 2. Die Krippe: Zwei homosexuelle Paare blicken liebevoll auf das Jesuskind im Stroh. Die Frauengruppe befindet sich auf der linken Seite, die Männer rechts. In der Mitte hinter ihnen stehen die heiligen drei Könige, dargestellt durch zwei Männer und eine Frau. Alle Darsteller sind modern gekleidet. Ohlson Wallin bemerkt dazu: „Genau wie sich Josef und Maria vor Herodes verstecken mussten, so muss sich auch die homosexuelle Familie verstecken, um das kleine Kind vor den Vorurteilen der Umwelt zu schützen“. |                                                          |
| 3. Die Taufe: Abgebildet sind zwei hintereinander stehende unbekleidete Männer in einem Schwimmbecken. Der vordere Mann hat das Gesicht mit geschlossenen Augen nach oben gewandt, eine weiße Taube sitzt auf seiner Schulter. Die eine Hand des hinter ihm stehenden Mannes liegt auf seiner Leiste, die andere ist in einer Taufgeste über seinen Kopf erhoben. Ohlson Wallin widmete das Foto ihren Freunden Tommy und Magnus mit der Anmerkung: „Jesu Taufe war sein Coming-Out als Messias. Da begriff er, welchen Weg sein Leben gehen würde. Das ist für mich ein Gleichnis für das Coming-Out als Homosexueller – das Begreifen, welchen Weg man beschreiten muss“. |                                                          |
| 4. Der Wehruf: Das Foto stellt das Bild Christus der Tröster von Carl Bloch aus dem Jahr 1886 nach. Während die Christusfigur auf beiden Bildern in ein fließendes, weißes Gewand gehüllt ist, sind die traditionell gekleideten Sklaven und Gefangenen durch schwule und lesbische Menschen mit Tattoos in schwarzer nietenbesetzter Lederkluft mit Ketten ersetzt. | Christus der Tröster, Carl Bloch                         |
| 5. Der Einzug nach Jerusalem: Das Bild wurde auf der Gay-Pride-Parade 1997 in Stockholm aufgenommen und zeigt einen weißgekleideten Jesus, der freudig auf einem Fahrrad dem Betrachter entgegenfährt, während ihm eine tanzende bunte Menschenschar mit Luftballons folgt. Neben und schräg vor ihm huldigen ihm drei kniende schwarzgekleidete Menschen mit zu ihm erhobenen Armen. Die rechte Gestalt hält an einem Ende die für ihn am Boden ausgelegte Regenbogenfahne. |                                                          |
| 6. Das Abendmahl: Die Darstellung der zum Abendmahl versammelten Menschen orientiert sich am Bildaufbau Das letzte Abendmahl von Vicente Juan Masip. Die Jünger sind durch Männer in festlicher Frauenkleidung oder Ledermieder, mit aufwändigen Frisuren, die ihren Transvestitismus zelebrieren, in ähnlicher Pose wie auf dem Bild vertreten. Jesus selbst ist wie auf den meisten anderen Fotos des Zyklus in weißer Kleidung abgebildet, trägt aber gut sichtbar schwarze hochhackige Damenschuhe. Ohlson Wallin erläutert dazu: „Zur Ehre und Rehabilitierung der Menschen, für den sich manche schämen. (…) Die Schuhe? – Die Leiden eines anderen zu tragen, heisst, in seinen Schuhen zu gehen“.                                                                                                | Das letzte Abendmahl, Vicente Juan Masip                 |
| 7. Der Judaskuss: Das Foto zeigt, wie Jesus durch einen Kuss von Judas Iskariot verraten wird. Der Bildaufbau folgt der Darstellung, wie sie auch auf klassischen Gemälden zu sehen ist. Bis auf Jesus sind alle anderen Personen modern gekleidet. Ohlson Wallin bemerkt dazu: „Hier wurde Jesus verraten. Dieses Bild handelt von Verrat, Verfolgung und Drangsalierung. Hier wurden die Soldaten durch Priester, Skinheads, die Menge und die Macht ersetzt“. |                                                          |
| 8. Jesus sinkt unter dem Kreuz zusammen: Das Foto stellt die Bildkomposition von Otto van Veens Das Treffen von Christus und St. Veronica nach. Die Rolle des Jesus wird von dem HIV-positiven Valter übernommen. Er trägt nur ein weißes Tuch, sein Oberkörper ist nackt, während die Personen um in herum weiße Mäntel mit Pelzfutter tragen mit einer roten Schleife am Kragen. Vor ihm kniet sein Freund mit Valters Tagesdosis Tabletten. Die Figur der rechts von Jesus knieenden Veronika mit dem Schweißtuch wird von einer Frau namens Susanne verkörpert, deren Sohn Magnus 1989 an Aids starb. Ohlson Wallin erklärt dazu: „Auf dem Schoss hält sie sein «Quilt». Dies ist ein Stück Tuch, das man zur Erinnerung an seine Liebsten näht, die an Aids gestorben sind – überall auf der Welt“. | Das Treffen von Christus und St. Veronica, Otto van Veen |
| 9. Die Kreuzigung: Als einziges Foto des Zyklus wird die symbolisch für Jesus stehende Person in moderner Kleidung gezeigt, auf dessen weißem T-Shirt Blutspuren zu sehen sind. Eine Gruppe von sechs Männern entfernt sich von ihm am Flussufer. Sie tragen teils Hosen mit Tarnmuster und sind kahlrasiert, andere tragen Anzug oder Freizeitkleidung. Ohlson Wallin führt dazu aus: „Im Schatten des gekreuzigten Jesus Christus liegt ein ermordeter homosexueller Mann. Ein «gewöhnlicher» Erstochener weist meist zwischen 3 und 6 Stichen auf. Wird ein Homosexueller erstochen, findet man bis zu 60 Messerstiche“. |                                                          |
| 10. Die Pietà: Das Foto ist durch die Römische Pietà von Michelangelo in der Peterskirche in Rom inspiriert. Der tote Jesus auf Marias Knien wird von dem HIV-positiven Jan dargestellt, einem Freund von Ohlson Wallin. Die Darstellerin der Maria trägt einen grünen Umhang in der Farbe der für Krankenhauspersonal üblichen OP-Kleidung. Das Foto wurde vor der Abteilung 53 des Söder-Krankenhauses in Stockholm aufgenommen, in der Aidskranke in ihrem letzten Lebensabschnitt betreut wurden. | Römische Pietà, Otto van Veen                            |
| 11. Jesus zeigt sich den Frauen: Der in ein weißes Leinentuch gehüllte Jesus spricht vor einem Höhleneingang lächelnd mit zwei Frauen, die weiße Talare tragen. Ohlson Wallin gibt dazu die information, dass die Darstellerinnen der Maria Magdalena und der Salome zwei lesbische Priesterinnen sind. |                                                          |
| 12. Der Himmel: In diesem Foto sind alle Personen weiß gekleidet und von Jesus nur durch dessen zentrale Position in der Bildmitte zu unterscheiden. Die meisten bilden gleichgeschlechtliche Zweier-Gruppen, die sich lächelnd in innigen Posen aneinanderlehnen oder einander zuwenden. |                                                          |

## Rezeption und Reaktionen
Ecce Homo wurde von 1998 bis 2004 als Wanderausstellung in Schweden, Skandinavien und Europa gezeigt und Ohlson für ihre Arbeit mit mehreren Preisen ausgezeichnet. Verschiedentlich musste sie nach wiederholten Bombendrohungen bei Vorführungen in Kirchenräumen unter Polizeischutz gestellt werden.
Die Ausstellung wurde erstmals 1998 in Stockholm gezeigt und rief kontroverse Reaktionen hervor, von dem Vorwurf der Gotteslästerung bis zu sehr positiven Eindrücken. Danach wurden die Fotos im Dom zu Uppsala am Sitz des Erzbischofs von Schweden gezeigt, was eine große Symbolkraft hatte. Es führte dazu, dass Papst Johannes Paul II. in Folge die Audienz von Schwedens Erzbischof K. G. Hammar absagte. Die Ausstellung im Schwedischen Parlament auf Initiative von Birgitta Dahl und Barbro Westerholm gegen den Widerstand der Kristdemokraterna und der Moderata samlingspartiet unter Carl Bildt führte zu erneuten Debatten, unterstrich aber die symbolische Unterstützung durch das schwedische Parlament. Da sie nicht nur in den Großstädten Schwedens gezeigt wurde, sondern auch in den Kleinstädten und Dörfern, wurde die Diskussion nicht nur zwischen intellektuellem Bildungsbürgertum und Kirchenvertretern geführt, sondern gelangte in die breite Bevölkerung. Die Ausstellung wurde in Schweden in Summe als erfolgreich eingeordnet, da sie neben hohen Besuchszahlen eine generelle Debatte über die Intention und die Zielrichtung des Werks in Gang setzte und von vielen als Aufforderung an die schwedische Kirche gesehen wurde, einen unverkrampften positiven Einbezug ihrer LGBT-Mitgliedern zu finden. Die einsetzende Neubewertung und der Einbezug der LGBT-Mitglieder in die Gemeinden erschwerte es konservativen Gegnern wie evangelikalen, römisch-katholischen und orthodoxen Freikirchen ihren Widerstand aufrechtzuerhalten.
Eine geplante Ausstellung im Europäischen Parlament in Strassburg wurde nach längeren Debatten abgesagt. Die Ausstellung 2012 als Teil der Pride Week in Belgrad konnte nur unter massivem Polizeieinsatz gegen Demonstrationen der serbisch-orthodoxen Kirche und der islamischen Gemeinschaft durchgeführt werden.

## Ausstellungsorte (Auswahl)
Von 1998 bis 2004 wurde Ecce Homo als Wanderausstellung in Skandinavien und Europa gezeigt, davon in den Jahren 1998 bis 2000 hauptsächlich in Schweden. Unter anderem war sie an folgenden Orten zu sehen:
- Dom zu Uppsala
- Riksdagshuset, Stockholm
- Göteborg[3]
- Kristinehamns Konstmuseum in Kristinehamn[19]
- 1999: Emmaus-Ölberg Gemeinde, Berlin-Kreuzberg[5]
- Die Galerie Highway in Santa Monica veranstaltete von 1989 bis 2004 jährlich im Juli das dreitägige Performance-Festival Ecce Lesbo/Ecce Homo,[20] auf dem Ecce homo gezeigt wurde.[5][21]
- 2012: Belgrad, Serbien:[4] Wegen der massiven Proteste wurde die Ausstellung nur einen Tag lang Anfang Oktober 2012 im Rahmen der Belgrader Pride Week gezeigt.[18]